# 준행성
준행성/반행성(planetoid/demi-planet)은 소행성과 왜행성 사이정도의 크기를 가진 천체들이다 지름은 100km-599km정도인데 이마저도 소행성이라고 하는 경우가 많아서 적절한 분류는 아니다

## 같이 보기
- 소행성
- 왜행성
- 팔라스
- 주노
- 인테람니아